# Élection présidentielle guatémaltèque de 1931

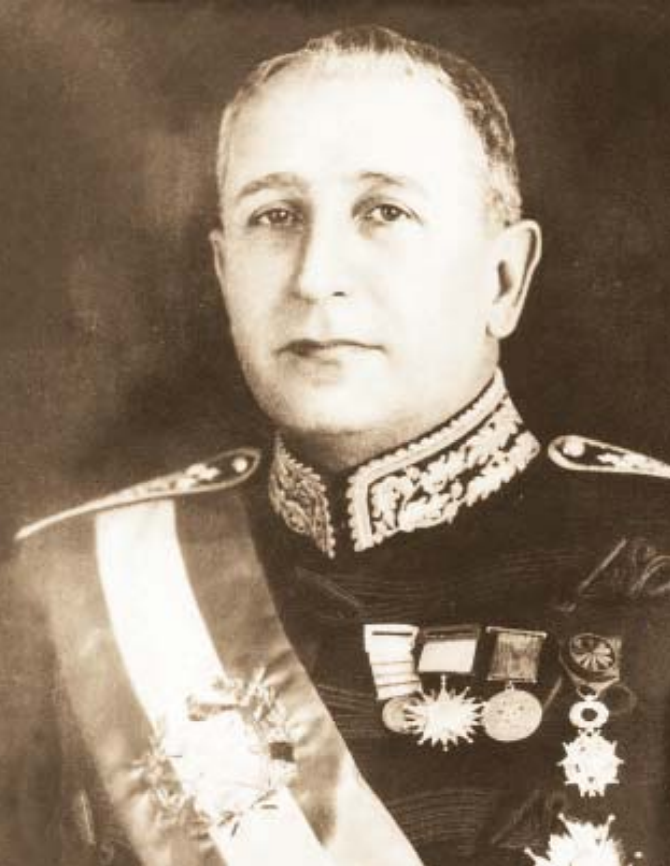
Portrait officiel de Jorge Ubico Castañeda

Une élection présidentielle s'est tenue au Guatemala le 6 et le 8 février 1931. Jorge Ubico Castañeda est élu président, sans opposition.

## Résultat
| Candidat                  | Parti                      | Votes   | %   |
| ------------------------- | -------------------------- | ------- | --- |
| Jorge Ubico Castañeda     | Parti libéral progressiste | 305 841 | 100 |
| Votes invalides et blancs | Votes invalides et blancs  |         | -   |
| Total                     | Total                      | 305 841 | 100 |

### Source
- (en) Cet article est partiellement ou en totalité issu de l’article de Wikipédia en anglais intitulé « Guatemalan general election, 1931 » (voir la liste des auteurs).